# Lonicera karelinii
Lonicera karelinii là một loài thực vật có hoa trong họ Kim ngân. Loài này được Bunge ex P. Kir. mô tả khoa học đầu tiên năm 1849.